# Konary (powiat rawicki)

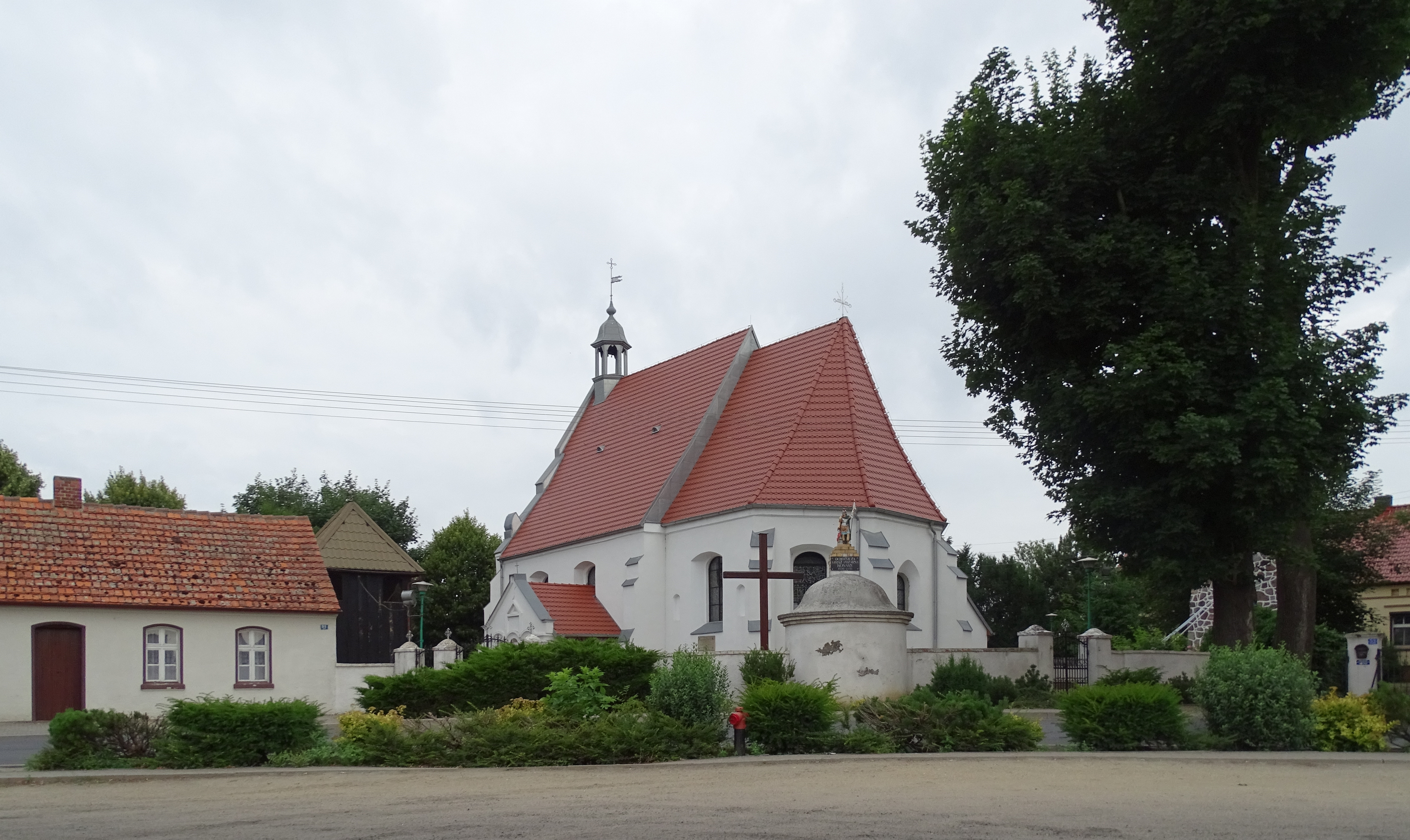
Kościół św. Michała

Konary – wieś w Polsce położona w województwie wielkopolskim, w powiecie rawickim, w gminie Miejska Górka.

## Historia
Wieś, której historia sięga XIV w. i jest ściśle powiązana z rodem Konarskich herbu Abdank. Pierwsza wzmianka o Konarach znajduje się w dokumencie wydanym przez Henryka pana Głogowa i Poznania w 1310 roku, który dotyczył przynależności terytorialnej wsi. Nazwy miejscowości, które wówczas funkcjonowały w dokumentach to: 1310 Conar, 1391 or. Conari, 1394 Conarz, 1428 Konary. Pierwszym z rodu, który osiedlił się w Konarach był Przybak z Dupina (zm. ok. 1410). Przybył tu z Dupina wraz ze swoim bratem Szczedrzykiem Starszym (zm. 1421). Przybak miał dwóch synów Pakosza (zm. 1436) i Janusza. Dobra rodzinne po ojcu przejął Pakosz, który z pierwszą żoną (NN) miał czterech synów – Jana (zm. 1436), Przybysława (zm. 1476), Jerzego (zm. -), Andrzeja (zm. 1505) i córkę Annę (zm. -). Po śmierci Przybaka w Konarach zaczął rządzić Przybysław (Przybek), który ożenił się z Małgorzatą z Brzostowa. Mieli oni pięcioro dzieci Andrzeja, Piotra, Jana, Stanisława i Małgorzatę. Wraz ze wzrostem znaczenia rodziny w królestwie Jagiellonów dzieci Przybysława zaczęły zajmować wysokie urzędy państwowe i kościelne.
W roku 1447 w Konarach urodził się Jan Konarski herbu Abdank (zm. 3 kwietnia 1525 w Krakowie), biskup krakowski w latach 1503-1524. Studiował na Akademii Krakowskiej. Oddany powiernik rodziny Jagiellonów, dworzanin Kazimierza Jagiellończyka, zarządca dóbr biskupich i marszałek dworu bpa. krakowskiego Fryderyk Jagiellończyk|Fryderyka Jagiellończyka, doradca króla Aleksandra Jagiellończyka. Od 1494 nosił tytuł kanonika krakowskiego. W 1496 został proboszczem kolegiaty pw. św. Michała na Wawelu. Był wielkim orędownikiem kultu Maryjnego; wprowadził do kalendarza liturgicznego diecezji krakowskiej święto Niepokalanego Poczęcia Najświętszej Marii Panny, co zostało oficjalnie ogłoszone na zwołanym w 1510 synodzie diecezjalnym. Zainicjował odnowę liturgiczną diecezji wydając nowe mszały i brewiarze. Zorganizował dokształcanie kleru, zreformował szkolnictwo parafialne. W rodzinnych Konarach ufundował kościół i hojnie go wyposażył. Był mecenasem kultury; na swoim dworze zatrudnił Michała Lancza z Kitzingen, u którego zamówił zachowany do dziś a przechowywany w Muzeum Narodowym w Krakowie ołtarz tryptykowy do kaplicy grobowej w katedrze wawelskiej "Zaśnięcie N.M.Panny". Schorowany (cierpiał na podagrę) w wieku 77 lat ustąpił ze stanowiska biskupa krakowskiego.
Kilka lat wcześniej przed Janem urodził się w Konarach Andrzej Konarski herbu Abdank, który został kasztelanem kaliskim. 
W XVI w. Konary były miejscem podejmowania ważnych decyzji dla regionu. Silną pozycję polityczną w tym czasie miał Jerzy Konarski (zm. 1570), kasztelan międzyrzecki i wojewoda kaliski. Był on synem Andrzeja, kasztelana kaliskiego. Po ojcu otrzymał obszerne majątki, położone na południu powiatów: kościańskiego i kaliskiego, między innymi gniazdo rodowe Konary oraz części miast Kobylin i Pyzdry.
Z gniazdem rodowym ściśle był związany także kolejny dostojnik kościelny i dyplomata Adam Konarski herbu Abdank, (ur. 1526, zm. 2 grudnia 1574 w Ciążeniu). Jego rodzicami byli wojewoda kaliski Jerzy Konarski oraz Agnieszka z Kobylińskich. Studiował w Akademii Lubrańskiego, Frankfurcie nad Odrą, Wittenberdze i Padwie, skąd wrócił do kraju w 1547 roku. Starał się wówczas o koadiutorię prepozytury poznańskiej, której nie otrzymał. W związku z tym wypełniając wolę swojego ojca rozpoczął karierę świecką.
W 1548 roku został przyjęty na dwór królewski obejmując urząd sekretarza królewskiego, a od 1551 roku także podkomorzego poznańskiego. W tym samym roku zrzekł się jednak urzędu podkomorzego otrzymując poznańską prepozyturę. W latach 1552–1554 Zygmunt August wysłał go z misją dyplomatyczną do Rzymu. Po powrocie do kraju otrzymał godność kanonika krakowskiego i scholastyka łęczyckiego. W 1560 roku król ponownie wysłał go do Rzymu, gdzie dostarczył obediencję dla nowego papieża Piusa IV oraz uzyskał zgodę na przeniesienie biskupa chełmskiego Jakuba Uchańskiego, pomimo wcześniejszych podejrzeń o herezję, na tron kujawski. Sukces ten sprawił, że Zygmunt August wysłał go ponownie do Rzymu i Neapolu w sprawie dochodzenia roszczeń polskiego króla do spadku po królowej Bonie. Zadowolony monarcha wystarał się dla Konarskiego o tron biskupi w Poznaniu zwalniając go jednocześnie w 1562 roku ze służby królewskiej. Jako biskup poznański zapisał się jako gorący zwolennik kontrreformacji. Starał się o poprawę obyczajów kleru, sprowadził do Poznania jezuitów i doprowadził do założenia przez nich w mieście kolegium. W walce z reformacją nie ograniczał się wyłącznie do mieszczan. Nie bał się także narazić potężnemu rodowi Górków zabraniając pochówku protestanta Łukasza III w rodzinnym grobowcu w poznańskiej katedrze. Za zasługi kapituła poznańska po śmierci ufundowała mu wystawny nagrobek dłuta Hieronima Canavasiego w poznańskiej katedrze.
W 1667 roku w Konarach odbyła się wizytacja biskupia, z której zachowały się dokumenty. Można w nich znaleźć m.in. informacje, że miejscowy pleban „ma rektora szkoły sławetnego Andrzeja Zielaszkowicza”, który był na jego utrzymaniu. To samo źródło podaje, że już w XVI w. znajdował się tu szpital. Pełnił on role przytułku dla ubogich. W XVIII w. stan budynku był na tyle zły, że miejscowy pleban Maciej Nowacki ufundował nowy.
W okresie Wielkiego Księstwa Poznańskiego (1815-1848) miejscowość należała do wsi większych w ówczesnym pruskim powiecie Kröben (krobskim) w rejencji poznańskiej. Konary należały do okręgu jutroszyńskiego tego powiatu i stanowiły odrębny majątek, którego właścicielem był wówczas (1846) Okulicz. Według spisu urzędowego z 1837 roku wieś liczyła 546 mieszkańców, którzy zamieszkiwali 63 dymy (domostwa). Do majątku Konary należały w tym czasie również: Zalesie oraz folwark Piaski.
W latach 1975–1998 miejscowość należała administracyjnie do województwa leszczyńskiego.

## Kościół pw. św. Michała Archanioła
Pierwsze informacje o nim pochodzą z 1445 roku. W 1512 roku na miejsce kościoła drewnianego Jan Konarski postawił kościół z cegły palonej, który uległ spaleniu w 1661 roku. W 1782 roku został odbudowany przez plebana Macieja Nowackiego.
Kościół został wykonany w stylu barokowym. Ołtarz główny był wielokrotnie przerabiany i uzupełniany współczesnymi rzeźbami św. Jana Nepomucena i św. Walentego oraz dwóch aniołów. W polu środkowym ołtarza znajdują się obrazy św. Rodziny oraz na zasuwie obraz Matki Boskiej z Dzieciątkiem.